# Juan José López Burniol
Juan José López Burniol (Alcanar, Montsià,Tarragona, 30 de març de 1945) és un advocat i notari espanyol. Entre març de2017 i desembre de 2024 fou vicepresident de la Fundació Bancària La Caixa.

## Biografia
Va ser llicenciat en Dret per la Universitat de Navarra el 1967. La seva activitat s'ha centrat en quatre àmbits: el professional, com a notari, l’institucional, com a membre de diverses institucions, l’acadèmic, com a professor de dret, i el periodístic, com a col·laborador habitual de diversos mitjans.
El 1971 va aprovar l’oposició a notari, prenent possessió de la notaria a Valdegovia (Àlaba). Posteriorment, va ser notari a Tudela i a Barcelona (1977-2010).
Ha estat degà de Col·legi de Notaris de Catalunya i vicepresident del "Consell General del Notariat" d'Espanya (1987-1989), magistrat del Tribunal Superior d'Andorra (1987-1993) i del Tribunal Constitucional d'Andorra (1993 - 2001).
També ha estat membre de la Comissió Jurídica Assessora de la Generalitat de Catalunya, professor associat de Dret Civil de la Universitat Autònoma de Barcelona entre 1982 i 1990, i de la Universitat Pompeu Fabra.
Va ser president del Consell Social de la Universitat de Barcelona des del 2004 fins al 2007 i de la Tribuna Barcelona des que es va crear el 1996 fins al 2006. Des del 2007 és president de la Fundació Noguera, una entitat cultural sense ànim de lucre que treballa per difondre el patrimoni històric documental i notarial català.

## Fundació "la Caixa"
Entre 2017 i 2024 Juan José López fou vicepresident de la Fundació ”la Caixa” i patró des del juny del 2014. Des d’aquesta mateixa data, també fou membre de Consell d’Administració de Criteria Caixa, SAU i de la Comissió de Nomenaments i Retribucions de Criteria Caixa, SAU. Ha estat conseller general de l’Assemblea de ”la Caixa” en representació d’ESADE des d’abril de l’any 2005 fins al juny de l’any 2014, vocal del Consell d’Administració de ”la Caixa” i patró de la Fundació ”la Caixa” durant el mateix període. També va ser vocal de Consell d’Administració de CaixaBank, SA des del juny del 2011 fins al juny del 2016.

## Altres dades
Juan José López Burniol, juntament amb el periodista Enric Juliana, de La Vanguardia va redactar l'editorial conjunt de la premsa catalana publicat el 26 de novembre de 2009 abans de la sentència del Tribunal Constitucional d'Espanya sobre l'Estatut d'Autonomia de Catalunya del 2006, que es va publicar un any després, el 2013. Ha col·laborat en diversos mitjans de comunicació com TV3, Avui, La Vanguardia, El Periódico i El País. Ha publicat llibres i articles de temàtica jurídica i política.

## Obres publicades
- Juan José López Burniol. España desde una esquina: notas para españoles (en castellà).  La Esfera de los Libros, 2008. ISBN 9788497346818 [Consulta: 23 gener 2011].

## Articles de premsa
- López Burniol, Juan José «Demasiadas almas». La Vanguardia [Consulta: 28 juliol 2014].
- López Burniol, Juan José «El problema español» (en castellà). El País [Consulta: 28 juliol 2014].
- López Burniol, Juan José «Dels conceptes als fets. La normalització del català no és tant un problema de lleis com d'actituds». Avui, pàg. 20 [Consulta: 28 juliol 2014].